# Segunda-feira
A segunda-feira é o 1° dia útil considerado o segundo dia da semana, seguindo o domingo e precedendo a terça-feira.
| 1° dia  | 2° dia        | 3° dia      | 4° dia       | 5° dia       | 6° dia      | último dia |
| Domingo | Segunda-feira | Terça-feira | Quarta-feira | Quinta-feira | Sexta-feira | Sábado     |

Por ordenação de trabalho, lazer e pela norma ISO, a segunda-feira é considerada o primeiro dia da semana, sendo assim na maioria dos calendários em todo o mundo.
| 1° dia        | 2° dia      | 3° dia       | 4° dia       | 5° dia      | 6° dia | último dia |
| Segunda-feira | Terça-feira | Quarta-feira | Quinta-feira | Sexta-feira | Sábado | Domingo    |

A palavra é originária do latim Secunda Feria, que significa "segunda feira", e de mesma acepção existe em galego (segunda feira), mirandês (segunda) e tétum (loron-segunda).
Povos pagãos antigos reverenciavam seus deuses dedicando este dia ao astro Lua, o que originou outras denominações, em português antigo lues[carece de fontes?], espanhol diz-se lunes, no italiano lunedì, em francês lundi, em inglês Monday e em alemão Montag, com os significados de "Lua" e "dia da Lua".
Na cultura popular, é considerado o dia mais "aborrecido" da semana pois é o primeiro dia de trabalho após o fim de semana.

## Origem dos nomes dos dias da semana

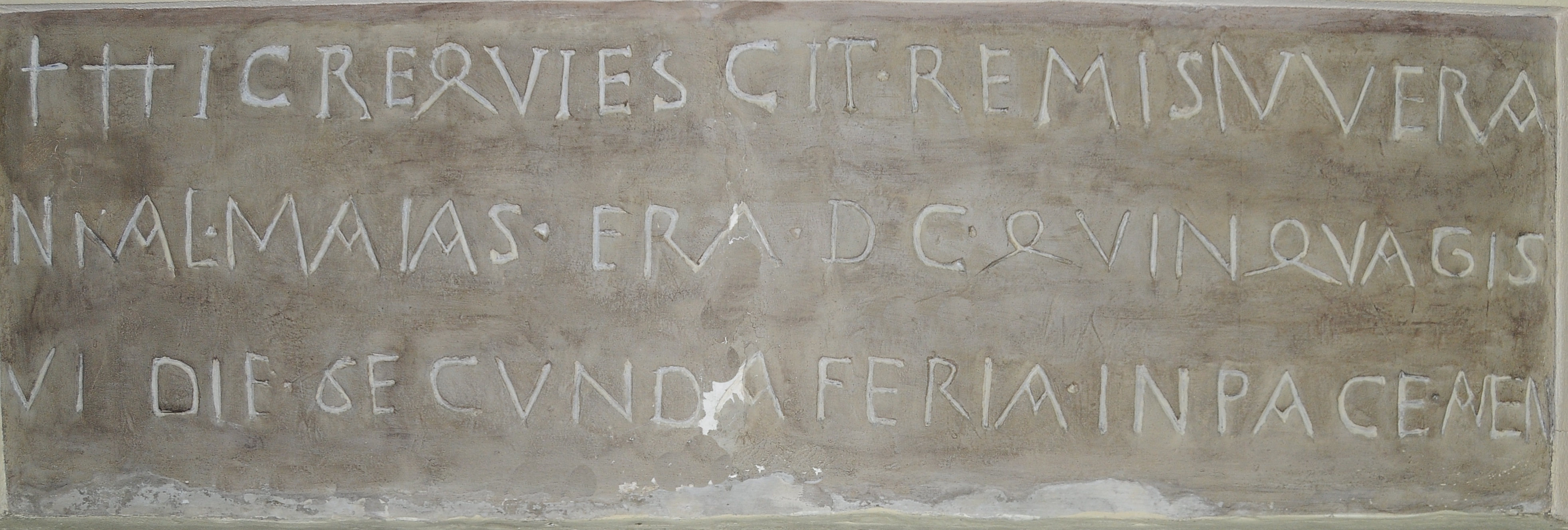
Primeira referência escrita conhecida à segunda-feira, na Igreja de São Vicente, Braga, datada de 618

Os nomes dos dias da semana em português têm a sua origem na liturgia católica. Na maior parte das outras línguas românicas, a sua origem são nomes de deuses pagãos romanos aos quais os dias eram dedicados, neste caso a segunda-feira era dedicada a divindade romana Diana (essa por sua vez inspirada na deusa grega Ártemis). Este também é o caso de muitas línguas germânicas, como o inglês, sendo que neste caso houve simples interpretações germânicas do significado do termo em latim "Lunae dies" ("dia da Lua"). Assim os povos germânicos substituíram Diana por Máni, deus da Lua nas religiões pagãs germânicas. Em alguns casos, os nomes "eclesiásticos" são usados, uma tradição de numerar os dias da semana para evitar a conotação "pagã" dos nomes planetários, em que segunda-feira é o "segundo dia" (em grego Δευτέρα μμέρα; em latim Feria secunda). Em muitos idiomas eslavos, como o russo o nome do dia se traduz em "depois do domingo". Em húngaro, língua que, tal como o português e o latim eclesiástico, também segue um critério numérico para os nomes dos dias da semana, segunda-feira é "hétfő", que quer dizer primeiro dia da semana, terça-feira é "kedd" (segundo), quarta-feira é "szerda" (terceiro), etc.
Japoneses e coreanos compartilham os mesmos antigos caracteres chineses '月曜日' (Hiragana: げ つ よ う び, transliterado: Getsuyoubi, Hangul: 월요일) para segunda-feira que significa "dia da lua". Os chineses parecem ter adotado a semana de sete dias do sistema helenístico no século IV, embora por qual caminho não esteja totalmente claro. Foi novamente transmitida à China no século VIII pelos maniqueus, através do país de Kang (uma organização política da Ásia Central perto de Samarcanda). Na China, após a queda da Dinastia Qing e a proclamação da República da China em 1911, de segunda a sábado passaram a ser nomeados implicitamente por números. A transliteração chinesa do sistema planetário helenistico foi logo trazida para o Japão pelo monge japonês Kobo Daishi; Os diários sobreviventes do estadista japonês Fujiwara Michinaga mostram o sistema de sete dias em uso no Período Heian do Japão desde o ano de 1007.

## Acordo Ortográfico
O acordo ortográfico definitivo e obrigatório de 2016 afirma que os dias da semana deverão ser escritos com letra minúscula e não com letra maiúscula, como ocorre em todas as línguas neo-latinas. Como segunda-feira é uma palavra composta por justaposição de palavras sem elementos de ligação e cujos elementos formam uma unidade com significado próprio, mantém-se o hífen nessa palavra.

## Segunda-feira em outros idiomas
| Idioma         | Nome                | Significado             |
| Espanhol       | Lunes               | Lua                     |
| Romeno         | Luni                | Lua                     |
| Galego         | Luns                | Lua                     |
| Russo          | Понедельник         | [dia] após o domingo    |
| Catalão        | Dilluns             | Dia da Lua              |
| Alemão         | Montag              | Dia da Lua              |
| Holandês       | Maandag             | Dia da Lua              |
| Inglês         | Monday              | Dia da Lua              |
| Dinamarquês    | Mandag              | Dia da Lua              |
| Dousha         | Yuuna               | Dia da Lua              |
| Esperanto      | Lundo               | Dia da Lua              |
| Latim clássico | Dies lunae          | Dia da Lua              |
| Norueguês      | Mandag              | Dia da Lua              |
| Sueco          | Måndag              | Dia da Lua              |
| Francês        | Lundi               | Dia da Lua              |
| Italiano       | Lunedì              | Dia da Lua              |
| Veneto         | Luni                | Dia da Lua              |
| Finlandês      | Maanantai           | Dia da Lua              |
| Japonês        | 月曜日 (Getsuyōbi)  |                         |
| Chinês         | 星期一 (xīng qī yī) | Um da semana            |
| Basco          | Astelehen           | Primeiro da semana      |
| Grego moderno  | Δευτέρα             | Segunda [da semana]     |
| Persa          | دوشنبه dochanbe     | Segundo dia (da semana) |
| Hebraico       | יום שני             | Segundo dia (da semana) |